# تاليا
تاليا (بالإسبانية: Thalia)‏ هي مغنية مكسيكية وواحدة من أشهر ممثلات المسلسلات المكسيكية وقد تجاوزت مبيعات ألبوماتها الـ 19 مليون عالمياً.

## السيرة الذاتية
ولدت في 26 أغسطس 1971 بالمستشفى الإسباني في مكسيكو سيتي، وعمدت باسم أرياندا تاليا سودي ميراندا. وولداها هُما إرنستو سودي باجيراس ويولاندا ميراندا. منذ صغرها يدعونها في منزلها باسم يويا. هي لأصغر من بين أخواتها، لورا وإرنستينا. لم يكن لها الوقت الكافي للتعرف أكثر بوالدها، لأنه قد توفي بسبب مرض خطير، عندما كان عمرها 5 سنوات.
تاليا عاشت مع حلم الشهرة منذ صغرها. منذ ولادتها، والدها قاداها إلى عالم التمثيل والموسيقى. ففي سن الواحدة قد أدخلت إلى عالم التلفزيون المكسيكي. لم تكن لها طفولة عادية، فبينما كان الأطفال في سنها يلعبون بالدمى كانت هي تتحضر لمسابقة المواهب مصطحبة إياها أمها. هكذا مر أكبر جزء من طفولتها ومراهقتها، بتقديم عروض ومسابقات تلفزيونية لإظهار مواهبها الغير عادية. منذ سن الرابعة، بدأت تاليا بأخذ دروس في البالي والبيانو في المعهد الموسيقي المكسيكي. كل هذا ساعدها على الحصول على أدوار صغيرة في أفلام مثل La guerra De Los pasteles. في 1981 شاركت كعضوة في فرقة "Din Din" في مهرجان Juguemos a Cantar. ضمن هذه الفرقة تمكنت تاليا من تسجيل 4 ألبومات وبعد خروجها من الفرقة تمكنت من المشاركة وحيدة بفس المهرجان. سنة 1984 تاليا ظهرت كعضوة في الكوميديا الغنائية "Vaselina"، أولا بدأت ضمن الجوقة وبعد ذلك مثلت الدور البطولي Sandy. خلال هذا الحدث، تاليا تعرفت على فرقة الأطفال "Timbiriche" الذي أصبحت جزءا منه في 15 سبتمبر من نفس السنة. سجلت أول ألبوم لا مع الفرقة تحت عنوان "Timibiriche VII" سنة 1986.
بعد أن أصبحت مشهورة بفضل الــ Timbiriche، بدأت تاليا أول خطوات لها كممثلة بالتلفزيون بمسلسل "Pobre Señorita Limantour" بدور Diana. في أواخر سنة 1987 جاء ثاني مسلسل لها "Quinceañera" وقد لقي نجاحا كبيرا بجانب الممثلة Adela Noriega وتحت إخراج Carla Estrada. أفضل ما حدث لها كان على يدي المخرج Valentin Pimpstein، الذي إختارها كي تمثل «الماريات الثلاث»: ماريمار، ماريا مرسيدس وماريا ابنة الحي. منذ ذاك الحين حازت على مكانتها كمغنية وممثلة ونالت شهرة عالمية، حتى وصولها إلى مسلسلها الأخير «روزاليندا» بجانب الممثل فرناندو كاريلو. تاليا بقيت فقط 4 سنوات مع فرقة "Timbiriche" وبدأت كمنفردة في أول ألبوم لها تحت عنوان "Thalia" تجت إنتاج Alfredo Díaz Ordaz.
بعد ذلك وفي سنتي 1991 و1992 أصدرت ألبوم "Mundo de Cristal" وألبوم "Love". في سنة 1995 سجلت تحت رعاية Emilio Estefan، ألبومها الرابع تحت عنوان "En éxtasis"، مغيرة بذلك شركة إنتاجها إلى EMI Music. تقاربها من Emilio Estefan مثل فترة مهمة في حياتها الفنية، حاصلة بذلك على نتائج باهرة في كل تسجيلاتها، كــ "Piel Morena" و"Arrasando" فيما بعد. في 1996 نجوميتها تخطت حدود المكسيك واصلة بذلك إلى ميامي، البرازيل، الفيلبين وحتى أندونيسيا. في 1997 قدمت "Amor a la Mexicana" أيضا منتج من طرف Emilio وأدت أغنية الفيلم "Anastasia" تابعة للألبوم الغنائي الإسباني. أيضا أدت أغنية "Echa pa'lante" التابع لألبوم الفيلم Dance والذي شارك به أيضا Chayanne وVannessa Williams. تاليا تعمل أيضا مقدمة برامج إذاعية، ومصممة أزياء، وشاعرة. تاليا أصبحت حاليا من أشهر النساء المكسيكيات وحتى العالميات بفضل جهدها وموهبتها ومن أشر أعمالها السينمائية "Mambo Café". وأيضا شاركت بالمسرح مع Crease. بإبانيا قد عملت كمنشطة بجانب Emilio Aragón في البرنامج التلفزيوني Vip Guay. في عملها دائما كانت ترافقها أمها، التي عملت كمديرة أعمالها، منذ بداياتها، فقد كنت لها الدعم الرئيسي وبفضلها حصلت على هذا النجاح الكبير. في عام 2000 تزوجت تاليا من الرئيس السابق لشركة سونيك الموسيقية، رجل الأعمال تومي موتولا وهما حاليا يعيشان في مدينة نيويورك. في بدايات 2007 انضمت تاليا لـ " American Broadcasting Company|ABC Network " وذلك للبدء في تقديم برنامجها الإذاعي الأسبوعي "The Conexión Thalía Radio Show" والذي من خلاله تتحدث تاليا إذاعيا عن الموسيقى والموضة والأخبار. في 12/6/2007 وفي سبق صحفي خاص لـ مجلة ¡Hola! المكسيكية أعلنت تاليا حملها وللمرة الأولى كما أعلنت من خلال المجلة أن مولودها القادم سيكون فتاة. وفي 7 أكتوبر من عام 2007 أنجبت تاليا مولودتها من تومي موتولا وأسمتها سابرينا ساكي Sabrina Sakaë.
بعد غياب عن الساحة الغنائية لمدة 3 سنوات دون تقديم جديد، عادت تاليا بألبوم Lunada لكن الألبوم فشل فشلاً ذريعاً ولم يحقق أي مبيعات تذكر. بررت تاليا فشل ألبومها بضعف الترويج له. وبسبب فشل الألبوم فسخت تاليا عقدها مع شركة EMI.

## ألبوماتها
- 1990: Thalía
- 1991: Mundo de Cristal
- 1992: Love
- 1995: En Éxtasis
- 1997: Nandito Ako
- 1997: Amor a la Mexicana
- 2000: Arrasando
- 2002: Thalía
- 2003: (Thalía (English album)
- 2005: El Sexto Sentido
- 2008: Lunada
- 2010: Primera Fila
- 2012: "Habitame Sempre"
- 2013: "Viva Kids"
- 2014: "Amore Mio"
- 2016: "Latina"

## مسلسلاتها
- 1987: Pobre Señorita Limantour
- 1987: Quinceañera
- 1989: Luz y Sombra
- 1992: María Mercedes
- 1994: Marimar
- 1995: María la del Barrio
- 1999: Rosalinda

## أفلامها
- 1999: Mambo Café

## وصلات خارجية
- تاليا على موقع IMDb (الإنجليزية)
- تاليا على موقع قاعدة بيانات الأفلام العربية
- تاليا على موقع ألو سيني (الفرنسية)
- تاليا على موقع ميوزك برينز (الإنجليزية)
- تاليا على موقع أول موفي (الإنجليزية)
- تاليا على موقع إن إن دي بي (الإنجليزية)
- تاليا على موقع أول ميوزيك (الإنجليزية)
- تاليا على موقع ديسكوغز (الإنجليزية)
- تاليا على موقع قاعدة بيانات الفيلم (الإنجليزية)
- تاليا على موقع كينوبويسك (الروسية)
- thalia. com/2. 0/ الموقع الرسمي